# Prieuré hospitalier d'Olloix

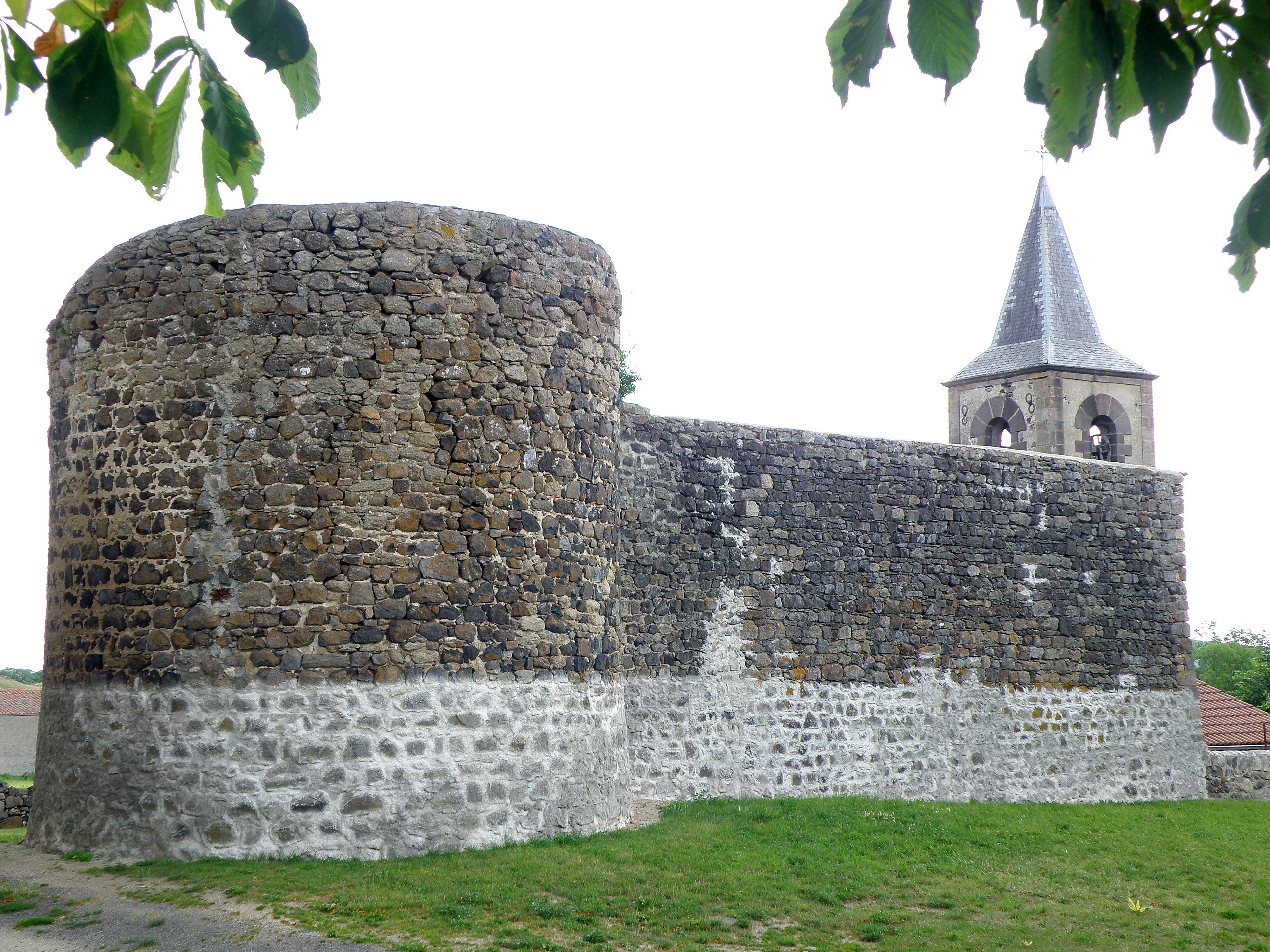
Ruine d'une partie de la commanderie hospitalière d'Olloix.

Le prieuré hospitalier d'Olloix est un prieuré de l'ordre de Saint-Jean de Jérusalem. C'est le plus ancien prieuré de la langue d'Auvergne, il fut prieuré jusque vers 1475 avant que celui-ci soit transféré à Lureuil.
Il ne reste aujourd'hui que la base d'une tour et d'un rempart et une partie de la chapelle qui constitue le chœur de l’église actuelle. Cette église abrite le gisant d'Odon de Montaigut, dit saint Gouérand, commandeur des Hospitaliers à Olloix, mort vers 1345.

## Origine
Il est souvent mentionné que les Templiers aurait vendu le prieuré d'Olloix aux Hospitaliers en 1309. Cette affirmation semble peu probable car au moment où cette vente aurait eu lieu les templiers étaient pour la plupart tous emprisonnés. D'autre part, la commanderie d'Olloix apparaît dès 1293 parmi les maisons de l'Hôpital dans les comptes de Jean de Trie, le bailli d'Auvergne.